# Tchikouratchki
Le Tchikouratchki, en russe : Чикурачки, est un volcan de Russie situé dans le nord des îles Kouriles, sur Paramouchir, île dont il constitue le point culminant avec 1 816 mètres d'altitude.